# Материализация (мистика)

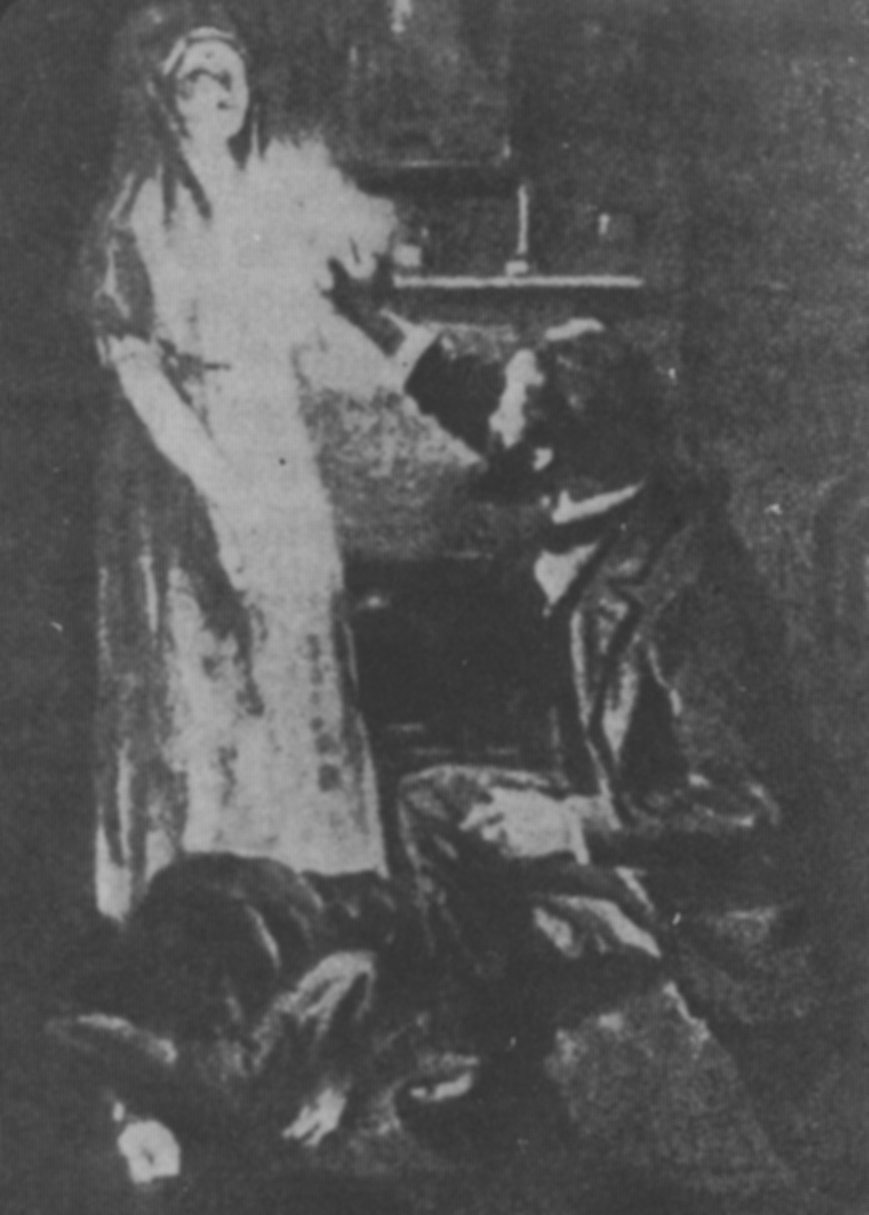
Медиум Флоренс Кук (на полу) и профессор Уильям Крукс. Над ними — фигура «Кэти Кинг». Фотоснимок 1874 года

Материализация — в оккультизме, парапсихологии и спиритуализме — проявление в присутствии медиума посторонней живой материи разной степени консистенции и уровня организованности, способной (если верить сторонникам реальности феномена) принимать формы лиц, конечностей, человеческих фигур, как полных, так и недооформленных. Принято считать, что фигуры и лица людей на спиритических сеансах материализуются на основе так называемой «эктоплазмы», источником которой служит организм медиума, хотя в парапсихологической и спиритуалистской литературе встречаются также сообщения об аппортах (результатах телепортации) — необъяснимых возникновениях в наблюдаемых замкнутых пространствах (иногда — на глазах у присутствующих) неодушевлённых объектов (драгоценностей, цветов и т. д.), а также животных, включая птиц и насекомых.
Представители науки в подавляющем большинстве отрицают как реальность, так и саму возможность феномена материализации. Скептики, чьё мнение выражали, в частности, многие представители Общества психических исследований (а впоследствии и многочисленные профессиональные иллюзионисты), полагали, что единственным объяснением описывавшихся явлений могло служить жульничество со стороны медиумов. С тем, что такого рода скептицизм обоснован, соглашались и наблюдатели, в целом эту точку зрения не разделявшие. Так, Альфред Расселл Уоллес, считавший материализацию феноменом реальным, отмечал при этом, что почти все представители так называемого «физического медиумизма» в разное время не только подвергались обвинениям в жульничестве, но и нередко уличались в нём.
Последним известным медиумом, на сеансах которой, если верить сообщениям наблюдателей, демонстрировался феномен, считается Хелен Дункан; впрочем, и её склонность к мистификациям была неоспоримо доказана. Начиная со второй половины XX века сообщений о спиритической материализации становилось всё меньше, что позволило некоторым парапсихологам декларировать факт исчезновения явления как такового. Скептики склонны объяснять закат «физического медиумизма» тем, что способы наблюдения и контроля стали совершеннее, и это сделало медиумическое жульничество в современных условиях практически невозможным.

## Трактовка феномена
Спиритуалисты полагают, что материализованные фантомы, являясь из «иного мира», тем самым доказывают факт существования «жизни после смерти». Парапсихологи (Н. Фодор, Х. Каррингтон и др.) отмечали, однако, что некоторые (в том числе, фотографировавшиеся) материализации мало соответствовали традиционным представлениям о том, как может выглядеть «дух умершего», в частности, — имели характер двухмерных «мыслеформ». В парапсихологии феномен рассматривается, в основном, как результат неизвестных процессов, происходящих в подсознании медиума.
Теософия, признавая реальность феномена материализации, считает его результатом «астрального проецирования», необъяснимым образом осуществляющегося при посредстве неких магнитных и электрических полей.
Отношение современной религии к материализации неоднозначно. Христиане-спиритуалисты прослеживают историю феномена вплоть до Священного писания, относя к числу его проявлений, например, некоторые из чудес Иисуса Христа (Иоанн 6:1-15, Марк 6:35-44), явления ангелов и т. д.. Христианские богословы, отвергающие идеи спиритуализма (а таковых подавляющее большинство), причисляют так называемых «духов-наставников» (spirit-guides), передающих «послания» и способствующих материализации фантомов на спиритических сеансах, к «бесам», любые попытки общения с миром мёртвых осуждая как некромантию.
Православные богословы утверждают, что опасность любого медиумизма (включая «физический») обусловлена тем фактом, что человек после «падения» пребывает в области «падших духов, окружён ими, порабощён ими». Истинным в православии считается лишь такой контакт с потусторонним миром, который обеспечивается средствами «духовного ви́дения» (достигаемого через «христианское подвижничество»), но никак не видением «чувственным», медиумическим.

## История феномена и его изучение
Согласно «Энциклопедии парапсихологии и оккультизма», термин «материализация» был впервые использован в 1873 году в США; до этого по отношению к явлению употреблялось выражение «духовные формы» (англ. spirit forms). Если верить сообщениям очевидцев, первые неясного происхождения фигуры (чаще — конечности) начали возникать на спиритических сеансах с участием братьев Айры и Уильяма Дэвенпортов. В начале 1870-х годов аналогичный феномен в сельской глубинке штата Вермонт демонстрировали, если верить полковнику Олкотту (оставившему о своих наблюдениях серию очерков, изданных впоследствии книгой), братья Эдди.
Эпес Сарджент (в книге «The Scientific Basis of Spiritualism») утверждал, что первое сообщение о спиритической материализации относится к 1850 году, но о подобного рода явлениях было известно и ранее. Так, доктор Дж. П. Билло (англ. G. P. Billot) в книге «Recherches psychologique ou correspondence sur le magnetisme vital entre un Solitaire et M. Deleuze» (Париж, 1839) описывал случай, происшедший 5 марта 1819 года, когда в присутствии «трёх сомнамбул и одной слепой женщины» в запертой комнате появился почтовый конверт с «посланиями от святых», якобы принесённый белым голубем. Билло утверждал также, что 27 октября 1820 года в присутствии той же слепой женщиной наблюдался аппорт (появление цветов). В 1844 году были опубликованы сообщения о том, что предметы необъяснимым образом возникают и исчезают в доме доктора Ларкина из Рентхэма, штат Массачусетс; предполагалось, что некое отношение к этому имела девушка по имени Мэри Джейн, которой молва приписывала паранормальные способности.
На заре спиритуализма в середине XIX века заявили о себе так называемые «физические медиумы», способные, если верить очевидцам, к физиологическому производству и испусканию эктоплазмы, вязкой (иногда — парообразной) субстанции, из которой и формировались загадочные фигуры. Утверждалось, что одной из первых такой феномен продемонстрировала миссис Эндрюс на сеансах в городе Моравия, штат Нью-Йорк, в 1860 году. Вскоре после этого появились сообщения о том, что Кейт Фокс стала проявлять аналогичные способности на сеансах, организованных для неё Чарльзом Ф. Ливермором.
Согласно Н. Фодору («Энциклопедии психической науки», 1934), наиболее известные демонстрации материализаций проходили под контролем так называемых «семейных» духов-наставников. Известность приобрели, в частности, Кэти Кинг, которая в течение трёх лет под наблюдением Уильяма Крукса сотрудничала с медиумом Флоренс Кук, Йоланда, также три года появлявшаяся практически на каждом сеансе Мадам д’Эсперанс, и Берта, покойная племянница Э. А. Брэккета, которая в течение двух лет являлась тому при посредничестве разных медиумов. Сеансы с материализациями проводили в числе прочих — в США: миссис Харди, Мод Лорд, Дженни Лорд Уэбб, Бастиан и Тейлор; в Англии — миссис Гаппи, мисс Шоуэрс. Во Франции широкую известность приобрёл феномен медиума Евы Карьер, находившейся под наблюдениями Шарля Рише.

### Исследования Уильяма Крукса

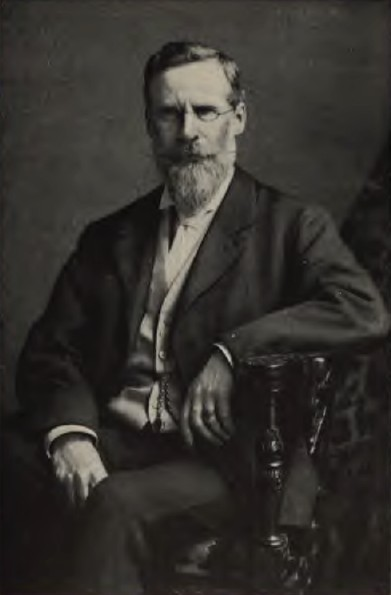
…Весь облик Кэти очень светлый, в то время как мисс Кук — смуглая. Пальцы Кэти значительно длиннее пальцев мисс Кук, лицо сравнительно удлиненно. Их манеры и выражения лиц также значительно различаются…. — Уильям Крукс о внешних различиях медиума Флоренс Кук и фантома.

Первым известным представителем науки, занявшимся изучением феномена материализации, стал в начале 1880-х годов Уильям Крукс. Оказавшись свидетелем необычных явлений, происходивших на сеансах Флоренс Кук, он предложил ей поселиться у себя в лондонском доме на Морнингтон-роуд и начал регулярно проводить здесь сеансы (сначала в полумраке, затем при естественном освещении), приглашая на них друзей из научного мира и регулярно публикуя отчёты о своих наблюдениях в «Ежеквартальном научном журнале».
В течение нескольких лет в комнате для сеансов, по утверждениям наблюдателей, события разворачивались по следующему сценарию: Флоренс Кук в соседней комнате погружалась в транс, а по истечении примерно получаса из-за штор к наблюдателям выходила женщина в белом, называвшая себя Кэти Кинг и утверждавшая, что она — дочь пирата Генри Моргана. Крукс рассказывал, что уже в ходе первого сеанса Кэти Кинг подвела его к кабинету — специально, чтобы указать на Флоренс, лежавшую там без сознания; он утверждал, что впоследствии получал и другие подтверждения тому факту, что Флоренс и Кэти — разные женщины. Тот факт, что между двумя женщинами имелись существенные различия, неоднократно подтверждала и писательница Росс-Черч, известная под псевдонимом Флоренс Марриат, присутствовавшая на многих сеансах.
По требованию коллег учёный ужесточил условия контроля над медиумом: Флоренс Кук привязывали к стулу, опутывали верёвками, пришпиливали её волосы к полу гвоздём. В качестве дополнительных средств Крукс использовал электрическую цепь с резистором и гальванометром, наблюдая за стрелкой, которая сдвинулась бы с места, если бы медиум нарушила соединение проводов. Пока Кэти Кинг расхаживала по комнате, стрелка сохраняла неподвижность. В другом случае Крукс попросил Кэти Кинг опустить кисти рук в химический раствор: если бы на ней были провода, это вызвало бы усиление электрического тока. Этого не произошло, из чего был сделан вывод, что руки, опускавшиеся в раствор, медиуму не принадлежали.
Используя пять комплектов фотоаппаратуры и располагая их за спинами гостей, Крукс сделал 55 фотографий Кэти и Флоренс. В 1874 году учёный опубликовал отчёт о работе с Кук (а также с двумя другими знаменитыми медиумами, Кейт Фокс и Д. Д. Хьюмом), в котором заявил, что стал свидетелем подлинного феномена материализации в разных его проявлениях. Публикация вызвала скандал в научном мире. Крукс едва не лишился звания почётного члена Королевского общества, но не отрёкся от своих утверждений, сохранив верность им до конца своей жизни.
Уильям Крукс исследовал и феномен Д. Д. Хьюма, на сеансах которого, как утверждалось, появлялись — правда, лишь изредка, — полупрозрачные материализованные фигуры. Некоторые из них, по сообщениям очевидцев, мелькали подобно теням, другие задерживались на некоторое время, причём приносили с собой иногда и музыкальные инструменты. «Едва только фигура приблизилась, я ощутила ледяной холод, а когда она протянула мне аккордеон, я не смогла удержаться от крика. Фигура тут же словно бы провалилась сквозь пол, видимыми остались только голова и плечи, на высоте одного фута», — так описывала один из таких эпизодов миссис Крукс, супруга учёного.

### Наблюдения Шарля Рише
Научное обоснование явлению материализации одним из первых попытался дать профессор Мейпс, но его теория, имевшая отношение к газовой динамике, признания не получила. Теоретические основы для изучения феномена материализации заложил профессор Шарль Рише.

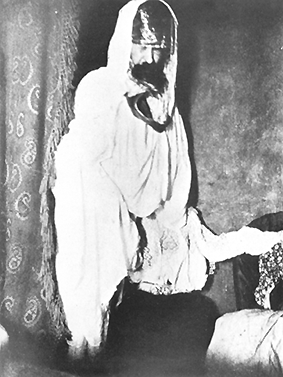
«Бьен Боа», «материализовавшийся» по пояс. Белый («эктоплазмический», как утверждалось) «рукав» соединяет недооформленную фигуру с телом медиума Евы К., находящейся справа. Снимок Ш. Рише, 1919 год.

Значительную часть своих наблюдений за феноменом материализации французский учёный (впоследствии — лауреат Нобелевской премии по физиологии и медицине) провёл в 1900-х годах на вилле Кармен при участии медиума Евы К. (Карьер, фр. Eva Carrière), известной также как Марта Беро (фр. Marthe Béraud). В своих отчётах он впервые предоставил подробные описания загадочного вещества, якобы источаемого телом медиума; он же назвал его «эктоплазмой». «Я… имел возможность наблюдать первые контуры материализованных фигур в момент их формирования. Нечто, напоминающее жидкое или пастообразное желе появляется изо рта или из груди медиума, и это нечто поэтапно реорганизуется, принимая форму лица или конечности. При очень хорошем освещении я своими глазами видел, как эта паста распространялась у меня на коленях и ощущал её давление», — писал Рише.
Рише утверждал, что регулярно возникавший на этих сеансах фантом по имени «Бьен Боа» двигался, говорил и дышал, как живой человек, демонстрируя временами огромную физическую силу. «Иногда фантом, достигая огромных размеров, вынужден был сгибаться и наклоняться… Потом внезапно его голова проваливалась, опадала к самому полу, и фантом исчезал. Он демонстрировал это три раза подряд. В попытке подыскать соответствующее сравнение, могу вспомнить только чёртика из табакерки», — писал Рише. Описывая наблюдаемые фигуры, профессор отмечал, что имел дело с реальной живой материей, которая формировались у наблюдателей на глазах. «Это было тёплое тело, очевидно, со своим кровообращением, физиологическими процессами, в частности, дыханием; тело, обладавшее индивидуальностью и волей, отличной от воли медиума, другими словами, новое человеческое существо! Это, несомненно, чудеснее всех чудес… И тем не менее, это факт!» — утверждал Рише в книге «Тридцать лет психических исследований».
На сеансах Евы К. Рише «…наблюдал прекрасно сформированные пальцы и ногти, руки с их суставами и костной системой», видел «живую голову и ощупывал череп под густыми волосами». Формирования, в некоторых случаях «произраставшие» на глазах у учёного, «демонстрировали в той или иной степени склонность к самостоятельной подвижности, не только анатомического, но и физиологического характера». Описывая руки, наощупь «функционально вполне полноценные», он утверждал, что видел также неполные формации, которым недоставало рельефности или объёмности. «Временами я наблюдал руку или лицо, сначала появлявшиеся плоскими, а затем полностью или частично обретавшие трёхмерность прямо у меня на глазах. Органы, если они недооформлены, нередко оказываются меньше своих естественных аналогов и являют собой своего рода миниатюры», — писал Рише. Французский исследователь предполагал, что материализация есть некая доселе неизвестная форма «механической проекции» живой материи, аналогичная световой. «Удивительные демонстрации Эйнштейна показывают, насколько механическая энергия и световая близки друг к другу по своим свойствам», — писал он.
Между тем, Нандору Фодору многочисленные фотоснимки «материализаций» Евы К. подсказали вывод о том, что речь тут может идти, скорее, об «эволюционировавших мыслеформах». Ссылаясь на мнение профессора Даумера, который считал, что «эктоплазмические образования не являются ни телесными, ни духовными субстанциями», он предлагал для этой особой формы материи использовать термин эйдолон. Значительное число фантомов Евы К., отмечал Фодор, являлись словно бы вынесенными в физическое пространство мысленными образами и напоминали картинки, ею, возможно, когда-то виденные: в числе последних были карикатуры на Вильсона и Пуанкаре; более того, некоторые из них «…несли на себе складки — словно сначала разгладили бумагу, а потом её сфотографировали». Профессора Рише отнюдь не смущала двухмерность наблюдаемых им «материализаций». «Природу материализованной в пластмассе женской груди понять ничуть не проще… и формирование <плоского> образа ничуть не менее поразительно, нежели явление живой человеческой головы», — писал он.

#### Гюстав Желе
Параллельно с Рише аналогичные исследования проводил и французский доктор Гюстав Желе (фр. Gustav Geley), который, судя по его утверждениям, чаще других исследователей наблюдал именно недооформленные фигуры и их имитации, напоминавшие слепки органов и конечностей. Желе первым провёл аналогию между процессом спиритической материализации и женскими ро́дами, а также сформулировал мысль о важности энергетического обеспечения феномена — как медиумом, так и присутствующими. «Я видел слепки пальцев, обладавших лишь формой, лишённых теплоты и гибкости, не имевших суставов. Появлялись слепки лиц, напоминавшие маски или бумажные вырезки с клоками волос, к ним приклеенными, а также формирования, смысл которых понять было вообще невозможно», — писал Желе в книге «From the Unconscious to the Conscious». Подобные недооформленные фигуры он считал «продуктом слабой <жизненной> энергии, использующей ещё более слабые средства воссоздания».
Желе сравнивал «недо-формирования» с так называемыми «дермоидными кистами» (разновидностями тератомы), в которых обнаруживаются волосы, зубы и т. д. Паранормальная физиология, полагал он, наряду с физиологией обычной, имеет свои — как законченные продукты, так и «выкидыши» с уродствами. Желе полагал, будто формы, материализованные на спиритических сеансах, являются продуктом биологического процесса того же типа, что и естественное рождение: «… То же идеопластическое чудо формирует руки, лицо, слизь, ткани и весь организм эмбриона за счёт материального тела… Аналогия между нормальной и <аномальной> физиологией распространяется и на детали; эктоплазма присоединена к телу медиума нитью, через которую осуществляется питание; это самая настоящая пуповина, напоминающая ту, что соединяет эмбрион с материнским телом». Желе утверждал, что даже видел материализации, обёрнутые в некую биологическую субстанцию, напоминающую плаценту.

## Связь между медиумом и фантомом
Предположение о том, что медиум и фантом находятся в состоянии нестабильного энергетического равновесия, было впервые высказано в 1876 году. Отмечавшаяся многими наблюдателями особенность явления, состоявшая в том, что медиум, страдающий недостатком жизненной энергии, способен произвести на свет, как правило, всего лишь собственного двойника, Н. Фодором толковалась как подтверждение «психодинамической» теории профессора Морцелли. Сформулированная в книге «Психология и спиритизм» (итал. Psycologia e Spiritismo, 1907), она сводилась к тому, что эктоплазмическая субстанция есть следствие своего рода «физиологической радиоактивности», которой руководит «направляющая идея», порождаемая подсознанием медиума. Морцелли допускал, что последний может находиться в телепатическом контакте с гостями сеанса и формировать эктоплазмические образы, руководствуясь мыслями посторонних. Э. А. Брэккетт также придерживался мнения о том, что «решающее влияние на форму фантома оказывает воля присутствующих».
Уильям Крукс, полагая не подлежащим сомнению тот факт, что Кэти Кинг и Флоренс Кук — две совершенно разные женщины, признавал всё же, что иногда между ними наблюдалось поразительное сходство. При этом временами фантом оказывался физически совершеннее тела медиума (когда мисс Кук лечилась от бронхита, Кэти Кинг демонстрировала завидное здоровье). Часто Кэти меняла цвет лица (вплоть до тёмно-шоколадного) — как утверждал Крукс, единственно, чтобы подчеркнуть своё отличие от мисс Кук.

### Теория раздвоения личности
Некоторые медиумы (в частности, Энни Ф. Меллон) рассказывали, что испытывали в момент материализации ощущение раздвоенности. Медиум миссис Томпсон (по воспоминаниям наблюдавшего её Ф. У. Тёрстана) на одном из сеансов, находясь в полном сознании, воскликнула: «Я стала пустой внутри!» При этом каждый раз, когда материализованная ею фигура (по имени «Клер») прикасалась к кому-либо из присутствующих, медиум в соответствующей точке тела ощущала покалывание, напоминавшее слабый удар электрического тока. Мадам д’Эсперанс, в книге «Страна теней» рассказывая о сеансе, проводившемся под наблюдением А. Аксакова и М. Фидлера в Швеции, описывала — сначала «…ощущение, будто бы из <неё> вытягивают паутину», и «…странное чувство пустоты», затем — наступившее в какой-то момент ощущение раздвоености:
Наконец условный сигнал был подан, шторы распахнулись. Предо мной предстала материализованная фигура… Меня привел в чувство голос у самого уха: «Её нет, она исчезла»… Я попросила воды, но тут же подумала — чей же это голос просит воды? Он был вроде бы моим, но исходил — то ли из пустоты, то ли от посторонней. Воду принесли, она была выпита и освежила меня, но этот акт словно бы проделал за меня другой человек, та женщина, что говорила моим голосом…
Впоследствии, по утверждению медиума, «…когда фотографическая пластина была проявлена, на снимке выявилось нечто поразительное. Материализованная фигура, попавшая в объектив, была одета в белые ниспадающие одежды. Волосы опускались на плечи — непокрытые, как и руки. Фигура, скорее всего, принадлежала другой женщине, но лицо было, несомненно, моим… А на стуле чуть позади располагалась фигура в моей одежде, с неповреждёнными чёрными повязками на запястьях и лентой на талии, но лицо её было мне незнакомо, и эта незнакомка взирала на происходящее с огромным удовлетворением и самодовольством…» Присутствовавшие «не смогли понять смысла происшедшего», а дух-посредник «Уолтер», когда его спросили об этом, заметил лишь: «Да, многое тут перемешалось».

Сторонники реальности феномена считали, что наиболее убедительным доказательством таковой служат фотоснимки с изображениями недооформленных фигур. На снимке Крукса — туманные очертания «Кэти Кинг».

Н. Фодор отмечал, что две формы — материальная и материализованная — не просто оказываются во взаимодействии, но временами превращаются в единое целое. У Флоренс Кук однажды возникло тёмное пятно на теле после того, как на лицо Кэти Кинг была нанесена чернильная точка (при этом медиум оставалась в кабинете, занавешенном шторами).
В. Райхель (нем. W. Reichel) утверждал, что фантомы миссис Миллер пахли табаком и даже пищей и вином, если медиум перед сеансом, соответственно, курила, ела или употребляла алкоголь. Сообщалось также, что стоило как-то раз фантому покойной дочери Флоренс Мариатт взять в рот чернослив, как медиум едва не поперхнулась. Медиум Фрэнсис У. Монк утверждал, что чувствовал во рту вкус печёных яблок, когда их пробовал на вкус «Махеди», материализованный им египтянин-фантом. В какой-то момент медиум, находясь в семи футах от фигуры, выплюнул кожуру и косточки, хотя сам в рот яблок не брал. Похожая история о Монке была рассказана в журнале «Спиритуалист» от 4 декабря 1877 года. Когда материализованного фантома попросили глотнуть воды, струя её немедленно выплеснулась у медиума изо рта.
Согласно описанию Флоренс Марриат, фантом на сеансе мисс Шоуэрс произнёс следующее: «Вы видите, что Рози (медиум) вполовину меньше и вдвое легче обычной себя. Я заимствовала у неё другую половину, и это, в сумме со вкладом других присутствующих, позволило мне создать тело, которое я вам демонстрирую… Я способна отсоединять частицы от её организма для своих собственных целей, а когда дематериализуюсь, верну ей заимствованное, так что тело её вернётся к привычным размерам».
Когда мистер Лаксмур спросил Кэти Кинг: «Исчезнув, куда вы уйдёте?» — та отвечала: «В медиума: я верну ей всю жизнь, которую брала. Если же я возьму у неё слишком много, то — взяв, допустим, её за талию и попытавшись унести, — вы рискуете убить её на месте, она задохнётся. Я могу легко входить в неё и возвращаться обратно, но поймите: я — не её двойник. О двойничестве говорят много всякой чепухи. Всё это время я остаюсь собой». Флоренс Кук при этом, как утверждал Лаксмур, лежала на полу. Л. Гилбертсон в журнале «Лайт» выражал мнение, что «дух» в подобных случаях изгоняется во внешнее пространство «внутренним я» медиума, которое приобретает сверхъестественную силу, в то время как организм, напротив, ослабевает в результате потери энергии. Обретая пристанище в теле медиума, «дух» способен производить с ним то, что в парапсихологии именуется трансфигурацией (а в религии — «Преображением»), — считал Гилбертсон.

#### Измерения веса медиума
Исследователи феномена, проводившие измерения веса медиума в ходе сеансов с материализациями, утверждали, что показания весов в процессе происходящего менялись. Один из самых известных случаев такого рода описал Генри С. Олкотт. Наблюдая медиума мисс Комптон, он «закрепил» её в кабинете необычным способом: привязав к стулу нитями, продетыми через дырочки в мочках ушей. Когда из кабинета вышел материализованный фантом, Олкотт попросил того встать на весы. Весы показали сначала 77, потом 59 фунтов. Олкотт оставил фантома в комнате, вошёл в кабинет и медиума там не обнаружил. Вернувшись, он вновь измерил вес фантома: тот оказался равен 52 фунтам. После того, как материализованная фигура вошла в кабинет, туда же последовал Олкотт с лампой. Медиум находилась в прежнем положении, нитями привязанная к стулу, с неповреждёнными мочками уха. Выйдя из транса, она встала на весы, которые, если верить Олкотту, показали 121 фунт.
Аналогичные эксперименты с примерно теми же (хоть и менее выраженными) результатами позже проводил Хиуорд Каррингтон, о результатах своих наблюдений рассказавший, в частности, в книге «Физический феномен спиритуализма» (англ. Physical Phenomena of Spiritualism).

## Физический контакт с фантомами
Как отмечал в «Энциклопедии психической науки» Нандор Фодор, чувствительность фантома напрямую зависит от степени его энергетического обеспечения, а ответ на вопрос о том, насколько вмешательство посторонних сил способно навредить медиуму, — от того, в какой пропорции между ним и материализованным фантомом распределена энергия. Доктор Х. Каррингтон писал: 
Я сам наблюдал материализации в условиях, когда контроль над медиумом был идеальным, и однажды «вре́менная» рука растаяла в моей собственной после того, как я сжал её. Эта рука представляла собой идеально оформленную физиологическую структуру: теплую, жизнеподобную, со всеми свойствами человеческой. При этом медиума прочно удерживали двое проверяющих, его собственные руки при свете красной лампы были отчётливо видны. Должен повториться: рука не втянулась куда-то, но каким-то образом растаяла в моей, когда я сжал её.
Исследователи феномена в большинстве своём отмечали, что материализованные фигуры не столь чувствительны, как эктоплазма, которая болезненно реагирует на свет. Желе заметил, что при внезапной вспышке удар, получаемый медиумом, пропорционален длительности экспозиции, а не силе света. Яркая вспышка магнезии (утверждал Фодор) бьёт по медиуму слабее, нежели луч карманного фонарика. Если эктоплазма затвердела, опасность нанести медиуму травму уменьшается, но полностью не исчезает. Когда фантому причинена боль, медиум может также от неё мучиться, но его боль совсем не обязательно возникает в той же части тела. Медиум может вскрикнуть от укола, нанесённого фантому, но при этом на месте его нанесения не останется видимых ран или травм (подобные опыты проводились с медиумом доктором Ф. Л. Уиллисом).
Исследователи отмечали, что материализованные формы резко разнятся по консистенции и степени осязаемости. Некоторым представителям физического медиумизма (в частности, Хьюму) удавалось производить лишь парообразные, почти неосязаемые формы — так называемые «этериализации» (англ. etherializations). Фрэнк Л. Бэрр, главный редактор газеты «Hartford Times», в письме миссис Хьюм, которое было опубликовано в книге «Д. Д. Хьюм, его жизнь и миссия» (англ. D. D. Home: His Life and Mission»), описывает один из эпизодов сеанса 14 марта 1855 года, когда он буквально проткнул призрачную ладонь пальцем: «рана» у него на глазах «заросла тканью, оставив на ладони призрака след», после чего «…рука исчезла с быстротой молнии».

Парафиновый слепок, выполненный Г. Желе. 1919 год

Профессор Крукс утверждал, что и сам на сеансах Хьюма проделывал нечто подобное, сжимая руку «призрака» в своих ладонях. При этом та не пыталась высвободиться, но «постепенно словно бы превращалась в пар и таким образом исчезала». Крукс отмечал, что иногда появлявшиеся в присутствии Хьюма руки и пальцы оставались безжизненными, «облачными» образованиями, лишь отдалённо напоминавшими форму кисти.
Х. Д. Дженкен в отчёте, представленном Диалектическому обществу, писал, что однажды сдавил призрачную руку: та «…казалась мягкой и бархатистой, <а потом> медленно растворилась под давлением моих рук». После того, как некто мистер Тапп из Далстона ухватил Кэти за запястье, за что получил от неё удар в грудь, он «…смял её руку как кусок бумаги или тонкий картон».
Фантом «Джон Кинг», по описанию Флоренс Мариатт, на глазах у всех держал «грифельную доску так, что обе руки его были видимы; затем одна рука стала уменьшаться до размеров ручки детской куклы». Профессор Ботацци описывал эпизод, когда он сжал в своей руке материализованную кисть, казалось, ничем не отличавшуюся от обычной человеческой, а когда сдавил её сильнее, та исчезла, но «не стала меньше — просто растаяла, растворившись».
Первым создавать парафиновые слепки материализованных рук начал Гюстав Желе в лабораториях парижского Международного метафизического института (англ. International Metapsychic Institute). Стэнли де Барт, сотрудничавший с Желе, утверждал в своей книге «Психические исследования, наука и религия» (англ. Psychical Research, Science and Religion), что подобные слепки рук и ног, выполненные в присутствии многочисленных свидетелей, могут считаться одним из наиболее надёжных доказательств реальности феномена материализации.

## Сообщения о необычных материализациях
В отчётах со спиритических сеансов конца XIX — начала XX века встречались сообщения о необычных материализациях, не укладывавшихся в сложившуюся картину феномена. Первое упоминание о человеческих глазах, возникавших в затемнённых комнатах, встречается в анналах Диалектического общества. Некто мистер Линдсей утверждал, что он и присутствующие видели «яркий глаз над самым центром стола, после чего в комнате стали появляться и исчезать другие глаза». О «шутливо подмигивающих глазах» рассказывали посетители сеансов бостонского медиума Марджери Кройдон.

Ф. У. Павловски, профессор факультета инженерной аэронавтики университета штата Мичиган, рассказывая (в «Journal, A.S.P.R.») о своих экспериментах с медиумом Клуски, упоминал «…яркие голубоватые звёзды <которые> стали появляться и передвигаться над поверхностью стола, под самым потолком. Они приблизились ко мне на расстояние около 16 дюймов, и тут я, к своему изумлению, увидел, что это глядящие на меня человеческие глаза». Через несколько секунд, по его словам, пара глаз превратилась в человеческую голову и «…тут же возникла рука со светящейся ладонью, которая принялась производить пассы рядом с головой, словно бы для того, чтобы я мог видеть её яснее».
Взгляд глаз был пристальным, но сопровождался приятной улыбкой на лице. Мне приходилось лицезреть несколько подобных голов, которые — иногда попарно — передвигались по воздуху подобно игрушечным воздушным шарам от одного гостя к другому. В ряде случаев призрачные фигуры возникали прямо у меня за спиной, и тогда я узнавал об их присутствии по дыханию, которое отчётливо слышалось за некоторое время до того, как фигуры становились видимыми гостям, находившимся напротив меня...
По словам профессора Павловски, фантомы назвали себя «гостями вечера» (англ. callers at a party), причём их лица выражали, прежде всего, изумление — сродни тому, какое он «наблюдал лишь в глазах детей — в том возрасте, когда пробуждается сознание». Павловски описывал также случаи, когда фигуры в воздухе очерчивали пируэты, что напоминало «воздушный балет».
Крепко удерживая её, я отсчитал 20 секунд: всё это время я видел обе руки Эвсапии на столе… Через 29 секунд я сказал: «Хотел бы вот ещё что: увидеть uno anello <кольцо> на этой руке». Тотчас рука заставила меня ощутить кольцо. Я сказал: «adesso uno braceletto», и тут же на моем запястье словно бы защёлкнулся женский браслет. Я попросил руку раствориться в моей, но рука немалым усилием высвободилась, и больше я её не ощущал 
О появлениях на сеансах Флоренс Кук «призрачных» рук, которые «не были просто слепками, но оказывались подчас идеально жизненными и очень изящными», писал профессор Крукс. Нечто подобное происходило и на сеансах Д. Д. Хьюма, причём руки нередко играли на музыкальных инструментах. Уильям Хоуисс, С. Картер Холл и миссис Бриттен оставили сообщение, в котором говорилось, что однажды при дневном свете в гостиной мистера Холла они своими глазами видели (при том, что руки Хьюма оставались у них на виду) около двадцати пар рук, ничем не отличавшихся от обычных человеческих.
Доктор Джон Эшбернер писал о сеансах с Фостером: «Однажды вечером я стал свидетелем присутствия восьми ладоней, которые плавали в воздухе над обеденным столом».
Сеньор Дамиани под присягой в Диалектическом обществе заявил, что на сеансе братьев Давенпорт в Лондоне в 1868 году наблюдал «пять розоватых прозрачных ладоней», которые прикасались к его руке. При этом в какой-то момент из окна кабинета высунулась рука такого огромного размера, что, «если бы положить её на весы, она легко перевесила бы самого Давенпорта».
Эвсапия Палладино не демонстрировала полных материализаций, но прославилась эпизодами с появлением «третьей руки», которая возникала словно бы из плеча и туда же впоследствии втягивалась. Наблюдатели утверждали, что видели эту руку отделённой от тела медиума и полностью оформленной. Нечто подобное наблюдалось и на сеансах преподобного Стейнтона Мозеса: у него возникали две «лишних» руки, которые — либо втягивались затем обратно в плечи, либо, если кто-то пытался прикоснуться к ним, исчезали. О появлении на сеансе в Моравии, штат Нью-Йорк, необычайно длинной руки, вытягивавшейся из кабинета, писал доктор Юджин Кроуэлл в книге «Сходства раннего христианства с современным спиритуализмом» (англ. The Identity of Primitive Christianity with Modern Spiritualism). Между тем, доктор Норберт Охоровиц (англ. Col. Norbert Ocholowicz) первым обратил внимание на одну странность: полностью материализованные и ясно видимые руки оказывались каждый раз механически пассивными и выполняли почти декоративную функцию; все действия в ходе наблюдавшихся им сеансов производили руки невидимые: они же производили химические, световые и звуковые эффекты.

### Мини-фантомы

Этот конкретный результат своей деятельности «Уолтер» считал неудавшимся; недостаток жизненной энергии присутствующих, по его утверждению, помешал дополнить «эктоплазмический портрет» премьер-министра Гладстона более правдоподобным «моноклем». Снимок 1929 года.

Мадам Биссон утверждала, что 25 мая 1921 года видела, как Ева К. у себя на ладони материализовала обнажённую женщину высотой 8 дюймов, с идеальной фигуркой, длинными светлыми волосами и ослепительно белой кожей. Фигурка исчезала и несколько раз возвращалась, каждый раз трансформированной: либо волосы меняли цвет, либо сама она становилась меньше. Фигурка производила простые гимнастические упражнения и даже согласилась ступить на вытянутую ладонь самой мадам Биссон. Материализация крошечных человеческих голов величиной с орех в стакане, наполненном водой, стала главной особенностью сеансов с участием мадам Игнат (англ. Mme. Ignath). При этом «Нона», её дух-наставник, утверждала, что эти головы являли собой «пластиковые мыслеобразы». Рассказывая о визите к медиуму (имя которого не называлось), Глэдис Леонард писала в биографии «Моя жизнь в двух мирах» (англ. My Life in Two Worlds):
Мой муж сидел, довольно-таки широко расставив колени. Внезапно он обратил внимание на своего рода свечение, возникшее у самых его ног. Вглядевшись, он увидел под собой крошечных мужчину и женщину, размерами от 12 до 18 дюймов, стоявших на полу меж его коленей. Они держались за руки и глядели мужу в лицо, словно бы мысленно вопрошая себя: «Боже, это ещё что такое?» Похоже, они заинтересовались им и его внешностью в не меньшей, а возможно и большей степени, чем он заинтересовался ими. Муж был слишком потрясён, чтобы привлечь чьё-либо внимание к этой крошечной парочке, одетой в ярко-зеленое, как на картинках изображающих эльфов и фей, с остроконечными шляпками на головах. Слабого сияния, которое — то ли окружало гостей, то ли исходило от них, в этом он не был уверен, — оказалось достаточно, чтобы можно было разглядеть отчётливо их маленькие лица и фигурки. Несколько секунд спустя они исчезли, словно бы растаяв в полу.
Гленн Т. Хэмилтон в книге «Intention and Survival» подробно описал события, которые происходили на сеансах 1928—1928 годов[уточнить] с участием трёх медиумов под контролем духа-наставника по имени «Уолтер». Как утверждал автор (со ссылкой на свидетельства очевидцев), в ходе эксперимента наблюдалось многократное проявление миниатюрных «телеплазмических» лиц — Ч. Сперджена, У. Гладстона, а также Рэймонда, покойного сына сэра Оливера Лоджа (последний написал книгу о посмертном общении с сыном, погибшем в 1915 году на фронтах Первой мировой войны). «Уолтер» утверждал при этом, что «Гладстон» позволил себя запечатлеть в телеплазме по предложению духа У. Стеда (при жизни — известного медиума); заметив, что к общению «двух миров» сохранил интерес и после смерти. Миниатюрное лицо Гладстона на снимке оказалось выполнено с моноклем, который, как замечал Г. Т. Хэмилтон, при ближайшем рассмотрении оказался неким непропорционально большим колечком, закрывавшим часть щеки и носа. Отчасти из-за таких несуразностей «Уолтер» многократно признавал эти свои демонстрации «неудачами», сетуя на недостаток энергии у присутствующих.

### Телескопические материализации
В анналах «психической науки» сохранились сообщения о загадочных эпизодах, когда в процессе спиритической материализации, по сообщениям очевидцев, одна материализованная фигура слово бы порождала другую. Архидиакон Т. Колли (англ. Archdeacon T. Colley) оставил (по оценкам Фодора) «удивительные отчёты» о появлении на сеансах медиума Монка загадочного фантома по имени «Махеди». Однажды Колли знаками дал понять гостю, что тому следует что-нибудь написать. Махеди, который не понимал по-английски, некоторое время с изумлением рассматривал карандаш, словно видел его впервые в жизни, потом взял его, как птичье перо, и принялся быстро писать справа налево. Всё это время Махеди, как утверждал Колли, находился под контролем другого духа, «Самуила». Медиум же к происходившему словно бы не имел отношения: он пребывал в обычном состоянии, в 17 футах от места событий и беседовал с гостьей. Махеди говорил голосом Самуила, но очевидно (как предполагал Колли) оба являлись «производной» Монка: двойная материализация служила словно бы «телескопическим» продолжением личности последнего. Колли утверждал, что медиум не раз демонстрировал способность «являть духа из духа»: так 7 декабря 1877 года он в трансе произвел египтянина, который в свою очередь проявил фантома по имени «Лили»: все трое находились в комнате одновременно, имели явно общую связь, но при этом являлись тремя индивидуальными существами.
На сеансе 25 сентября 1877 года архидиакон Колли наблюдал (по его собственному утверждению), как через воздушную ткань-паутинку фантом египтянки словно бы «всосался» в тело медиума — в точку, близкую к области сердца, причем в процессе движения принял горизонтальное положение, всплыв в воздух и расположившись параллельно полу. Колли утверждал, что специально для него процесс был проведен замедленно: он не только наблюдал происходящее, но и на прощание поцеловал «изящную руку» исчезающего фантома.

### Материализации животных
Чаще всего сообщения о материализациях животных поступали с сеансов трёх польских медиумов: Клуски, Гусика и Бурджика. Самым «урожайным» на феномены такого рода был 1919 год. Как сообщал журнал Psychic Science (апрель 1926 года), в 1919 году на сеансе медиума Франека Клуски была сфотографирована возникшая из ниоткуда птица, а незадолго до этого был слышен звук, «напоминавший взмахи крыльев и гул, словно бы от вентилятора».

Орёл-фантом над головой Франека Клуски. Снимок (со вспышкой) был сделан профессором А.Павловски в 1919 году.
По свидетельству последнего, птица напоминала ястреба: она «летала по воздуху, билась крыльями о стены и потолок и наконец расположилась на плече у медиума» — тут-то обоих и запечатлела фотокамера.

Возникновению на тех же сеансах фигуры афганца (по имени Иркиль) сопутствовали, согласно той же статье, появления некоего зловещего вида существа «размером с пса, тонкой шеей, огромными зубами и светившимися в темноте глазами», напоминавшего «безгривого льва» и имевшего обыкновение облизывать гостей влажным и колючим языком. Утверждалось также, что на сеансе Клуски в июле 1919 года появилась человекообразная обезьяна; упоминая этот эпизод в книге «Ясновидение и материализация» («Clairvoyance and Materialization»), Гюстав Желе называет фантома «питекантропом». Полковник Норберт Охоловиц утверждал в своей книге, что это человекоподобное существо обладало фантастической силой: легко двигало по комнате книжный шкаф, проносило диван над головами гостей. Автор отмечал: при том, что поведение существа выдавало в нём низкую ступень интеллектуального развития, агрессивности в нём не было, скорее, наоборот, чувствовалось желание услужить.
Миссис Хьюитт Маккензи (англ. Hewitt McKenzie) сообщала о зверьке (она называла его «хорьком»), появлявшемся на сеансах Гусика. Существо «быстро пробегало по столу, взбираясь на плечи гостей, то и дело останавливаясь и обнюхивая их руки и лица холодным маленьким носиком». Иногда, словно испугавшись чего-то, оно спрыгивало со стола и принималось носиться по полу, опрокидывая небольшие предметы. Существо, согласно её утверждениям, появлялось на сеансах Гусика 6-7 раз, последний раз — в июне 1923 года. Профессор Рише в главе о медиуме Бу́ржике («Thirty Years of Psychical Research») упоминал появление «недооформленного существа с лапами как у собаки или обезьяны». О случаях появления фигур умерших собак, принадлежавших гостям сеансов миссис Вридт (англ. Mrs. Wriedt), сообщал полковник Э. Р. Джонсон. Утверждалось также, что звуки, напоминавшие шум птичьих крыльев, часто были слышны на сеансах Д. Д. Хьюма, а также маркиза Скотто Сентурионе (англ. Marquis Scotto Centurione). Имелись сообщения и о ручной белке-летяге, якобы материализованной «духом» индианки Хонто на сеансах братьев Эдди. Олкотт (в книге «People from the Other World») рассказал историю об индейской девушке, принесшей «снегиря, который сидел на пальце, издавал звуки и прыгал как совершенно живая птица».
Материализациям животных, включая птиц, уделена значительная часть книги известного зоолога Гамбьера Болтона (англ. Gambier Bolton) «Призраки во плоти» (англ. Ghosts in Solid Form, Лондон, 1919). Один из описанных им эпизодов касается появления на сеансе медиума Крэддока, где в числе гостей был фельдмаршал лорд Уолсли (англ. Lord Wolseley), незадолго до этого умершего от ран тюленя; последний, как предполагал Болтон, явился исключительно, чтобы таким жестом отблагодарить за заботу. На этом же сеансе (отчёт от котором был опубликован журналом «Лайт» от 22 апреля 1990 года) появлялись, если верить гостям, попугай и какой-то дикий зверек из Индии. Болтон утверждал, что обнаруженные после сеанса остатки зеленоватой шёрстки последнего были упакованы в оберточную бумагу и помещены в коробочку, но через несколько дней стали уменьшаться в размерах и вскоре исчезли.
Гости сеанса Марджери 24 февраля 1924 года утверждали, что видели нечто, напоминавшее бабочку. Здесь же, по их словам, очень странные и не всегда приятные трюки выполняло существо, которое «Уолтер» называл «Сюзи», своей «ручной летучей мышью». Сюзи, согласно показаниям очевидцев, могла схватить со стола цветок, подлететь к кому-нибудь из гостей и отхлестать того цветком по голове. В числе других питомцев «Уолтера» были существо, напоминавшее светящегося жука, отзывавшееся на имя «Нинкомпуп» (англ. Nincompoop), и ручной медведь, который (проявляя себя всего лишь световым сгустком) забирался на шест и съезжал по нему вниз.

## Неодушевлённые материализации

«Телеплазмическая» модель корабля, в ходе сеанса возникшая на стене и («эктоплазмической», как утверждалось) «пуповиной» связанная с телом лежащей справа женщины-медиума. Виннипег, 1928

В январе 1933 года доктор Т. Глен Хэмилтон поместил в журнале «Psychic Science» отчёт об эксперименте в Виннипеге с участием одновременно двух духов-наставников, «Джона Кинга» и «Уолтера», в ходе которого был сформирован и затем сфотографирован миниатюрный трёхмерный эктоплазмический корабль. При посредничестве двух медиумов (Мэри М. и X.) исследователи провели диалог с «духами», утверждавшими, что находятся на борту пиратского судна, принадлежавшего Кингу, среди команды пиратов. «Мы вынуждены заключить, что сверхъестественные сущности в этом случае (какими-то средствами, нам непонятными) сумели манипулировать изначальной субстанцией, изъятой из тела медиума, таким образом, что та приняла реальную форму объекта, который у наших невидимых режиссёров находился перед глазами: а именно, представление о плывущем корабле», — писал доктор Хэмилтон.
Как отмечал Н. Фодор, один из самых спорных вопросов «современного фольклора, связанного с потусторонним миром», касается так называемых «духовных одежд». По его словам, «послания, полученные от медиумов, пролили не так уж много света на эту проблему» . В одном из «Писем Джулии» (переданных через медиума У. Стида) утверждалось, что когда душа покидает тело, она в первое мгновение обнажена, как при рождении. Но едва проблема наготы возникает в мыслях у духа, как он тут же получает ту одежду, какая ему требуется. «У нас мысль созидательна. Мы помыслим — вещь появляется. Я не помню, чтобы когда-либо надевала на себя какую бы то ни было одежду», — утверждала «Джулия» в посланиях Стиду.

«Каждый дух источает сильную ауру, псевдо-фосфоресцентное свечение. Эта аура находится под полным контролем разума. Из этой субстанции создаются и одеяния для тела», — утверждала Кэролайн Д. Ларсен в книге «My Travels in the Spirit World». Сильвэйн Дж. Малдоун, автор книги «Projection of the Astral Body» (совм. с Х. Каррингтоном), писал:
Однажды я заметил, как одежда формирует себя из эманаций, окружающих моё астральное тело… и эта одежда была точно та же, что облекала моё физическое тело… В другом случае я проснулся и увидел, что движусь с переменной скоростью. Аура окружала меня, столь густая, что я едва мог видеть своё собственное тело. Такой она оставалась, пока фантом не остановился — и тут я оказался одет в характерную призрачную одежду.

«Фантом, который не смог вспомнить, как выглядит его лицо». Фотоснимок, сделанный на одном из сеансов графини Кастальвич в 1914 году.

Один из самых странных фотоснимков в истории физического медиумизма относится к 27 декабря 1914 года, когда на сеансе графини Кастальвич в Лиссабоне материализовалась недооформленная фигура М. Фуртадо, покойного мужа одной из трёх женщин, присутствовавших на сеансе. Фантом попросил не фотографировать его, объяснив это… неспособностью вспомнить, как выглядит его собственное лицо, а некоторое время спустя заявил: «У меня нет лица, но я его себе сделаю». На снимке проявилась высокая фигура в ниспадающих одеяниях (выполненных контуром) с «маской смерти» вместо лица.
Наблюдатели на спиритических сеансах отмечали, что формирование «духовных одежд» каждый раз предшествует появлению материализованной формы. «Похоже, они служат цели скрыть некие несовершенства или пустоты во временном организме, предохраняют эктоплазмическую субстанцию от воздействия света и человеческих взглядов, а также служат неким требованиям этикета», — предполагал Фодор. Так, однажды, когда Йоланда (материализация мадам д’Эсперанс) беседовала с одним из гостей, верхняя часть её одежды спала вниз. «Я заметил, — писал наблюдавший это происшествие Оксли, — её телесное несовершенство. Грудь была недооформлена, талия не смыкалась: перед нами находился явно не манекен».
Было замечено, что одеяния «духов» (обычно белые, причём иногда ослепительной белизны, иногда сероватые — но при этом, по всем описаниям, непременно светящиеся) дематериализуются последними. Ломброзо первым предположил, что текстура призрачной ткани отчасти заимствуется невидимыми операторами из существующих тканей и затем этот материал заново формируется, как это происходит с эктоплазмой. Впоследствии этому, как утверждал Н. Фодор, было получено множество подтверждений. Медиум Франек Клуски отмечал, что занавески и ковры квартиры, в которой он проводил сеансы физического медиумизма, оказывались по необъяснимым причинам сильно протёртыми. Исследователи из британского Колледжа психической науки заметили, что одежда подвергавшихся наблюдениям медиумов изнашивается (особенно под мышками) необъяснимо скоро, и менять её приходится постоянно.
Странные события, если верить очевидцам, происходили на сеансе Уильяма Эглинтона (англ. William Eglinton) 9 сентября 1877 года. Доктор Николс утверждал, что материализованная фигура по имени «Джой» в присутствии троих свидетелей произвела «из ниоткуда» двадцать ярдов белого полотна, которое возникало словно бы из воздуха, а потом таяло, становясь невидимым. Кэтрин Бэйтс в книге «Видимое и невидимое» (англ. Seen and Unseen) так описывала другой характерный эпизод того же рода: «Я протягивала <фантому> собственное платье, и когда та тёрла по нему руками, своего рода кружевная белая сеточка отделялась от её рук и подобно пене опадала на накидку, которую я держала в руках. Она была материальна, но легка, как паутинка, и совсем не похожа на материю, которую я встречала в магазинах». Уильям Харрисон, главный редактор журнала The Spiritualist, описывал эпизод, когда на сеансе Флоренс Кук материализованное белое полотно около ярда длиной «…не просто прикоснулось к занавеске, но прошло сквозь неё, не встретив сопротивления».
Наблюдатели утверждали, что Кэти Кинг позволяла присутствующим прикасаться к её одеяниям, иногда сама отрезала до десятка кусочков с нижней части своей юбки и раздавала их в качестве сувениров, причём дыры в ткани на глазах у всех восстанавливались. Эти кусочки ткани впоследствии растворялись в воздухе, сколь бы тщательно их ни пытались сохранить. Если же им удавалось придать долгостойкость, то так или иначе страдала одежда медиума. Кэти Кинг, объясняя это, говорила: «Ничто материальное… не может остаться <в комнате> — так, чтобы не причинить при этом ущерб жизненной силе медиума и не ослабить её».
Утверждалось, что на сеансе мадам д’Эсперанс, после того, как один из гостей отрезал кусок материи от одежды духовной сущности, медиум обнаружила, что её собственная юбка лишилась большого куска ткани, причём последний был частично отрезан, частично оторван. О подобных случаях сообщал также Воут Петерс (журнал «Лайт», 7 апреля 1931 года): согласно его утверждениям, два или три раза дух «Мари» раздавала гостям кусочки белой материи, а наутро медиум миссис Корнер обнаруживала в своём платье прорехи.

### Цветы и букеты

Мадам д’Эсперанс и её золотистая лилия

Появление материализованных (или, согласно другой версии, телепортированных) цветков и букетов в какой-то момент стали популярным атрибутом спиритических сеансов. Возможно, самый знаменитый случай такого рода произошел, если верить наблюдателям, в числе которых были В. Н. Аксаков и профессор Бутлеров, 28 июня 1890 года на сеансе мадам д’Эсперанс в Санкт-Петербурге.

На глазах у участников «…в графине с водой внезапно материализовалась золотая лилия в идеальном состоянии с одиннадцатью распустившимися цветками. От основания до кончика стебля было ни много, ни мало 7 футов». Как писал об этом Нандор Фодор, — 
…Медиум заявила, что цветок находился в комнате уже в тот момент, когда гости туда вошли, — просто он оставался для них невидимым. Более того, объект был «готов к реинтеграции» за полчаса до проявления в пространстве. После того, как профессор Бутлеров сфотографировал золотистую лилию, «Иоланда» (дух, помогавший мадам Д’Эсперанс) попыталась забрать аппорт с собой. Сделать этого она не смогла, отчего пришла в полное отчаяние. «Иоланда» попросила присутствующих оставить цветок в темноте и подождать, пока она не вернётся, чтобы забрать его. Семь дней спустя в ходе следующего заседания цветок исчез — так же внезапно, как появился. В 9 часов 30 минут он появился в середине круга, образованного присутствующими. Также в 9-30 ровно через неделю пропал бесследно.
В дневниках Чарльза Ф. Ливермора, занимавшегося организацией сеансов Кэти Фокс, есть запись от 23 февраля 1862 года: «Появление цветов. Облачно. Влажно. Условия неблагоприятны. Через полчаса <после начала сеанса> у поверхности стола возникли светящийся цилиндр и ткань-паутинка. Прямо над нею возник букетик роз… Цветки, листья, стебли выглядели идеально. Цветы оказались у моего лица: аромат был свежим, но слабым и утончённым». Спустя минуту, если верить Ливермору, букет на свету «растворился подобно воску», но на этом демонстрация не завершилась. «Дух» стуками надиктовал: «Смотрите, как они растворятся… А вот сейчас появятся». Ливермор описал в дневнике вспышку света, которая «превратилась в стебель», и розы тут же «возникли вновь в прежнем идеальном состоянии». Впрочем, Нандор Фодор не раз отмечал, что именно в жанре «цветочного аппорта» наблюдались массовые случаи мистификаций и мошенничества, многие из которых в ходе наблюдений за лже-медиумами сам же и разоблачал.

### Драгоценности и мелкие предметы
Некоторые наблюдатели утверждали, что видели фантомов, материализовывавшихся на сеансах с украшениями. «Абдулла», однорукий египтянин, на сеансы Уильяма Эглинтона являлся в бриллиантах, изумрудах и рубинах. Адмирал Мур, наблюдавший сеансы Дж. Б. Джонсона в Детройте, утверждал, что драгоценности, возникавшие на них, были мягкими наощупь. Миссис Николс в журнале «Спиритуалист» от 26 октября 1877 года так описывала процесс «духовного производства» камней:
Некоторое время он <дух, материализованный Эглинтоном> совершал пассы, словно бы собирая что-то из воздуха… Через несколько минут на стол упал массивный перстень с бриллиантом… стоимость которого должна была бы составить не менее 900 гиней. Мистер У. рассматривал кольцо вместе с нами. Затем он произвёл из воздуха, как и обещал, два бриллианта, чистых и прекрасных, каждый величиной с большую горошину. Он положил перстень с бриллиантами на стол перед собой и тут же рядом появилась прекрасная рубиновая диадема с большим камнем посередине. Их тоже мы попробовали наощупь. Последним появилось распятие, примерно 4 дюйма в длину, инкрустированное двадцатью сказочными бриллиантами.
Некоторое время спустя «дух» сгрёб драгоценности перед собой и (по утверждению миссис Николс) «растворил их в воздухе, как если бы это были градины перед пламенем».
Самоцветы и жемчуг наблюдатели нередко видели на сеансах Уильяма Стейнтона Мозеса. Причём, если сам он утверждал, что мог наблюдать процесс падения камней на стол откуда-то сверху, то присутствующие замечали их каждый раз уже лежащими на поверхности. После того, как дух «Магнус» пообещал доставить топаз, материальный аналог его «духовного самоцвета» (якобы позволявший ему «видеть сцены в сферических объёмах»), камень действительно был обнаружен в спальне медиума. Стэйнтон Мозес по этому поводу переживал: он считал, что то была не материализация, а телепортация (аппорт); другими словами, камень был изъят у владельца без согласия последнего. Как ни настаивал он на объяснениях относительно происхождения самоцвета, их не последовало.

Одним из немногих «неоспоримых доказательств» реальности феномена спиритической аппортации Н. Фодор считал сообщение итальянского парапсихолога Эрнесто Боццано о сеансе, проводившемся в доме Кавальере Перетти с участием медиума (имя которого не называлось), который, как утверждалось, умел «проводить аппортацию по заказу». Боццано утверждал следующее: 
Я попросил «духа» принести к нам в комнату маленький образец пирита, который лежал на моём письменном столе в двух километрах от дома, где мы находились. Дух устами медиума отвечал, что силы его почти иссякли, но он постарается исполнить просьбу. Однако после того, как у медиума прекратились судороги, сопровождавшие появление аппорта, мы не услышали привычного звука падения предмета на стол или на пол. Дух проинформировал нас о том, что ему удалось дезинтегрировать часть образца, но для реинтеграции его в новом месте сил у него не осталось. «Включите свет!» — неожиданно скомандовал он. Мы подчинились и … замерли в изумлении. Стол, одежда, волосы присутствующих, мебель и пол — всё в комнате было покрыто тончайшим словом пиритовой пыли. Вернувшись домой после сеанса, я обнаружил, что кусок пирита на моем письменном столе… уменьшился примерно на одну треть!
На сеансах Т. Линн в Британском колледже психической науки в ходе процесса материализации были сделаны фотоснимки, демонстрировавшие, в числе прочего, обрывки и сгустки некой светящейся субстанции с корнями, напоминавшими струны. При этом оказалось, что на фотографиях медиум выглядит совершенно не так, как выглядел на сеансе: в носу у него было костяное кольцо, с губ свисало на шнуре нечто, напоминавшее детскую бутылочку, черты лица казались искажёнными, а в районе солнечного сплетения находился некий округлый объект, от которого к материализованному объекту тянулось нечто вроде струны.
Аналогичные наблюдения были сделаны профессором Латвийского университета Карлом Блакером (англ. Karl Blacher), наблюдавшим медиума B.X.. Последний, находясь в трансе под контролем проверяющих, производил гвозди, болты и мелкие кусочки металла, которые словно бы отходили от его груди. В какой-то момент оттуда вышла проволока длиной около ярда. В другом случае профессор Блакер, взявшись за кончик, вынул из тела медиума длинную кожаную ленту.
Материализованные фантомы раздавали в качестве сувениров и собственные локоны; в частности, как утверждала Флоренс Марриат, часто делала это Кэти Кинг. Однажды в кабинете Кэти срезала одновременно по локону у себя и у медиума (Флоренс Кук). Марриат, получившая этот подарок, утверждает, что «один был почти чёрен, шелковисто-мягок, другой — жёстким, золотисто-рыжего цвета». В другом случае Флоренс Марриат было позволено отрезать локоны ножницами самостоятельно. Она утверждала, что на месте срезанных волос «тут же отрастали новые», а локоны фантома, опадая на пол, немедленно исчезали. Уильям Крукс, однако, утверждал, что долгие годы хранил у себя локон Кэти Кинг. Профессор Шарль Рише не только однажды сре́зал локоны у Евы К. и материализованной ею египтянки одновременно, но и исследовал их под микроскопом. «Я сохранил этот локон, он очень мягок, шелковист и ненакрашен. Под микроскопом видно, что это реальный волос, и мне сообщили, что парик из такого волоса стоил бы тысячу франков. Марта — брюнетка, и волосы у неё коротко стрижены», — писал он, имея в виду медиума (Марту Беро).

## Попытки объяснения феномена
Относительно природы аппортов (и косвенно — явления материализации) было предложено две основных теории: «четвёртого измерения» (впервые её выдвинул германский профессор Золльнер в попытке объяснить феномен «взаимопроникновения материи», который, как утверждалось, наблюдался на сеансах медиума Генри Слэйда) и «дезинтеграции материи» (Ренд Судре предположил, что мозг медиума обладает способностью на молекулярном уровне дематериализовывать физические объекты и затем производить «обратную сборку»).

В качестве одной из иллюстраций к теории «материализованных мыслеформ» в парапсихологии рассматривается феномен медиума Евы К. Возникавшие на её сеансах фигуры и лица очень напоминали фотографии и рисунки актрис, политиков и общественных деятелей, публиковавшиеся в газетах.
В частности, на фотографии, сделанной мадам Биссон 13 февраля 1913 года (и признанной экспертами подлинной), фантом напоминает короля Болгарии на снимке, ранее опубликованном газетой Miroir.

В 1920-годы в парапсихологии возникла третья теория, призванная дать объяснение феномену физического медиумизма и имеющая отношение к понятию «мыслеформы» (заимствованному из оккультизма). Согласно этой гипотезе, физический медиумизм предопределён неким процессом, позволяющим медиуму объективизировать (выводя в пространство) мысли и образы — как собственные, так и заимствованные у окружающих. Одним из первых такое объяснение предложил сэр Уильям Барретт.
Профессор Хайслоп, член общества PRR (Psychical Research and Resurrection), упоминал о любопытной фразе, переданной ему неким лицом, пожелавшим сохранить анонимность. Известный медиум, повествуя тому о странностях своей духовной жизни, заметил, что иногда «мог увидеть, например, человека, читавшего книгу, но приблизившись к нему, осознавал, что тот человек был — всего лишь мыслью». Сам Хайслоп в эту теорию не верил и считал, что участники сеансов медиумизма имеют дело с «субъективными галлюцинациями». Однако многие обратили внимание, что аналогичные сообщения поступали из источников, не имевших отношения к спиритуализму. «Диккенс однажды рассказал мне, что каждое слово, произносившееся его персонажами, им самим явственно слышалось, как если бы произносилось в реальности», — писал Дж. Х. Льюис в журнале Fortnightly Review.
Британец Винсент Н. Тёрви, имевший репутацию ясновидящего, общение с собственными «мыслеформами» описал в книге «The Beginnings of Seership». Однажды вечером после беседы с неким представителем христианской организации (который убеждал его в «сатанинском» происхождении дара ясновидения) Тёрви узрел у себя в спальне «трёх чертей — типичных друзей религиозного ортодокса». Это были существа с козлиными бородками и копытцами, маленькими рожками над ушами, курчавыми волосами, …хвостами и когтистыми лапами, а окрашены они были в бурый цвет, напоминая «обычную коричневую бумагу». Автор, собравшись с духовными силами, активизировал «пространственное зрение» и увидел, что в тыльной части фигурки совершенно пусты и напоминают маски из папье-маше. После чего произнёс некую фразу (подсказанную «хранителями») — и добился немедленного их исчезновения.
Эксперименты по реализации «мыслеформ» проводили доктор Линдсей Джонсон, известный британский хирург-офтальмолог, и доктор Наум Котик из Висбадена. Последний после работы с 14-летней девушкой по имени Софи сделал следующий вывод (цитируемый здесь по книге Шарля Рише): «Мысль есть лучистая энергия. Эта энергия имеет физические и психические свойства, которые можно назвать психофизическими. Зарождаясь в мозгу, мысль способна пробираться к любым уголкам тела. Сквозь воздух она проникает с трудом, легче — через металлической проводник. Её можно зафиксировать на бумаге».
Доктор Бараду (фр. Dr. Baraduc) в мае 1896 года проинформировал французскую Медицинскую академию о том, что сумел «сфотографировать мысль». Предлагая испытуемым класть ладони на фотографическую пластинку и при этом напряжённо «рисовать мыслью» тот или иной объект, он получил, как утверждал, несколько сенсационных фотографических отпечатков, напоминавших очертания человеческих фигур, лиц и предметов. В истории парапсихологии имеется сообщение о том, что 4 августа 1893 года доктор Истрати, находясь на расстоянии 300 километров от дома своего знакомого в Бухаресте, «усилием мысли» оставил у того на фотопластине «светлое пятно, на котором прослеживался мужской профиль».
Существовало и четвёртое, наиболее распространённое предположение, касавшееся природы физического медиумизма. Скептики (возглавлявшиеся в начале XX века группой магов-иллюзионистов) считали, что феномен есть результат жульничества со стороны медиумов и их тайных сообщников с одной стороны, легковерности наблюдателей — с другой.

## Мистификации и разоблачения
В 1882 году в Великобритании было образовано «Общество психических исследований», поставившее своей целью объективное и беспристрастное исследование паранормальных явлений, связанных со спиритуализмом. Вопрос о «физическом медиумизме» стал первым камнем преткновения, поляризовавшим «Общество» и практически парализовавшим его деятельность. По мнению Э. Т. Беннетта, в течение 20 лет занимавшего пост секретаря ОПИ, «..это направление исследований не принесло, без всяких преувеличений, абсолютно никаких результатов. Точнее, результаты оказались обратно пропорциональны сложности рассматриваемого явления». Как писал А. Конан Дойль, «среди членов общества наблюдались постоянные колебания — от полного отрицания до безоговорочного приятия <феномена материализации>». Особенность ситуации состояла в том, что практически все лидеры ОПИ, в недавнем прошлом — закоренелые скептики, один за другим становились убеждёнными сторонниками подлинности феномена. «Оппозиционеры» же, численность которых сокращалась, всё более ожесточённо критиковали — как позицию руководства Общества, так и исследования У. Крукса, выдвигая против последнего одно обвинение за другим.
Значительная часть претензий скептиков касалась качества произведённых Круксом фотоснимков. Утверждалось, в частности, что большинство из них «не демонстрировали убедительных доказательств того, что Флоренс и Кэти — не идентичны». Крукс пытался убеждать оппонентов в обратном, но многие из них сохранили уверенность в том, что на фотографиях изображена одна и та же женщина. Другие оппоненты выдвинули предположение, что Флоренс Кук в ходе сеансов могла использовать ассистентку; некоторые основания для подобных подозрений давал тот факт, что в доме Крукса проживала в те дни другая девушка-медиум, Мэри Шоуэрс. Появились мнения о том, что «роль» Флоренс, лежавшей без сознания, на этих сеансах, могла исполнять Мэри, пока сама Флоренс расхаживала по комнате в белых одеяниях. Многим впоследствии показалось странным и манера поведения Кэти Кинг, которая открыто флиртовала с гостями, присаживалась к ним на колени, а однажды сбросила с себя одежду и предстала перед зрителями обнажённой, заявив при этом: «Теперь вы видите, что я — женщина». Это, как отмечалось впоследствии, напоминало в наименьшей степени — поведение гостьи из иного мира, в наибольшей — сознательную или бессознательную попытку девушки викторианской эпохи реализовать свои скрытые сексуальные страсти.

Страстные выступления У. Крукса в поддержку своей подопечной породили в лондонском научном сообществе инсинуации, касавшиеся его предполагавшихся тайных отношений с девушкой-медиумом. Крукс и его ассистенты считали подобные домыслы оскорбительными, но в прессе было отмечено, что, судя по некоторым его высказываниям, учёный был как минимум неравнодушен к объекту своего наблюдения.

Серьёзный удар по репутации Флоренс Кук был нанесён 9 декабря 1873 года, когда адвокат Уильям Фолькман, чтобы доказать, что медиум и её «дух» — одно лицо, вскочил с места и схватил Кэти. Та вцепилась обидчику в лицо и оставила на нем несколько кровоточащих царапин. Скептики истолковали это как убедительное доказательство «материальности» фантома. Их оппоненты, впрочем, утверждали обратное: по утверждению адвоката Генри Данфи, пока продолжалась потасовка, Кэти «начала растворяться — от ступней ног к туловищу». А когда Фолькман распахнул дверь в кабинет, оказалось, что Флоренс лежит на полу, по-прежнему привязанная к стулу и без сознания.
Крукс горячо защищал свою подопечную, характеризуя её как девушку, которая «по натуре своей не способна на ложь» «<Можно ли> предположить, что пятнадцатилетняя школьница <была> способна задумать и в течение трёх лет успешно осуществлять надувательство такого масштаба, соглашаясь при этом на любые испытания, подвергаясь тщательному обследованию?… Здравый смысл заставляет скорее поверить в то, что Кэти Кинг на самом деле являлась тем, кем называла себя, нежели в то, что её появления, происходившие на протяжении трёх лет, были результатом надувательства», — писал британский физик. Эмоциональность, с какой учёный делал свои публичные заявления, производили эффект, обратный желаемому, косвенно подтверждая инсинуации, касавшиеся его тайной влюблённости в подопечную. Впрочем, как не раз отмечалось впоследствии, главная странность состояла в том, что — если в кого-то и был действительно влюблён Крукс, то не в медиума (о внешности которой он всегда отзывался весьма равнодушно), а в фантома. «Никакая фотография не может описать совершенную красоту лица Кэти, равно как и слова бессильны описать очарование её манер. Фотоснимок может сохранить контуры её черт, но как может она передать удивительную чистоту цвета кожи, постоянно меняющееся выражение её необычайно живого лица…», — писал он в книге «Researches into the Phenomena of Modern Spiritualism».
У. Крукс утверждал, что 21 мая 1874 года стал свидетелем сцены прощания Флоренс Кук и Кэти Кинг, после чего последняя на сеансах британки больше не появлялась. Зато уже в 1874—1875 годах появились сообщения о том, что Кэти Кинг стала постоянной гостей сеансов нью-йоркской супружеской пары медиумов, Дженни и Нельсона Холмсов. Известный политик-реформатор, спиритуалист Роберт Дэйл Оуэн, утверждавший, что был тому свидетелем, оставил подробное описание увиденного в январском выпуске журнала The Atlantic Monthly 1875 года. Последнее обстоятельство было истолковано спиритуалистами как очередное доказательство подлинности феномена. Однако вскоре после публикации некто Элайза Уайт выступила с заявлениями о том, что это она «играла роль» Кэти Кинг, причём её внешнее сходство с женщиной, представленной на рекламных фотоснимках как Кэти Кинг, было очевидным. Газета Atlantic Monthly и Оуэн публично заявили о том, что стали жертвами надувательства. Чета Холмсов признала, что «использовала» свою горничную лишь для производства рекламных фотографий, не более того. Появились сообщения о том, что Уайт занималась вымогательством и шантажировала супружескую чету медиумов, но после того, как стало ясно, что Холмсы так или иначе участвовали в мистификации, серьёзные исследователи потеряли к их заявлениям интерес.
Между тем, 9 января 1880 года Флоренс Кук (после шестилетнего перерыва вновь начавшая давать сеансы) была разоблачена — на этот раз более чем убедительно: сэр Джордж Ситуэлл, ухватив фигуру, расхаживавшую по комнате, одновременно распахнул занавеску кабинета: выяснилось, что там пусто, а «фантома» изображает сама Флоренс Кук. Последняя оправдывалась тем, что вышла из кабинета, не отдавая отчёта в собственных действиях. Некоторые симпатизировавшие ей исследователи (в частности, сэр А. Конан Дойль) указывали, что единственный факт жульничества не должен перечеркнуть доказательства истинности феномена, демонстрировавшегося ею прежде, однако репутации Кук был нанесён непоправимый урон.

### Массовый характер лже-медиумизма

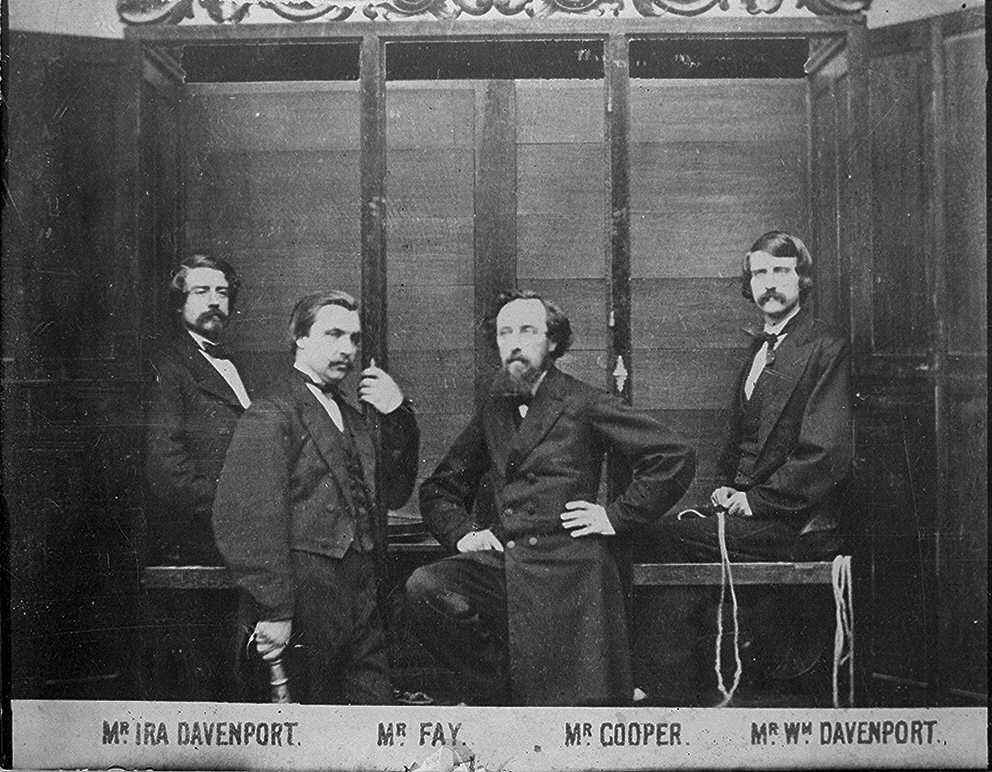
Братья Дэвенпорт: Айра (слева) и Уильям (справа)

Исследователи «психических явлений» не раз констатировали тот факт, что значительная доля сообщений о спиритических материализациях относится к тем временам, когда сеансы проводились при недостаточном (или отсутствовавшем) контроле со стороны независимых наблюдателей. По мере того как феноменом медиумизма и, в частности, материализации заинтересовывались представители научного мира, ужесточался и контроль над медиумами на сеансах. Стало ясно, таким образом, что, несмотря на все усилия проверяющих, феномен лже-медиумизма в конце XIX — начале XX веков приобрёл массовый характер. Способы и методы производства трюков были разнообразны. «Искусность обманщиков в некоторых случаях поразительна, и в каком-то смысле соревнование между лже-медиумами и психическими исследователями напоминает соперничество между ворами и сыщиками», — писал Х. Каррингтон. Медиумов-мистификаторов обличал и разоблачал также Фредерик У. Майерс, который в 1894 году признавал: «Первый и самый распространенный класс (явлений) составляют трюки, механизм которых предельно ясен, как ясен способ, каким фокусник вынимает кролика из шляпы». По словам Н. Фодора, «…начиная с Гайдсвилля ни одному медиуму не удалось избежать обвинений в обмане и разоблачений, в той или иной степени их компрометировавших». А. Конан Дойль в книге «История спиритуализма» винил во всём систему «оплаты по факту», когда профессиональному медиуму, чтобы заработать себе на жизнь, необходимо было во что бы то ни стало произвести ожидавшийся зрителями эффект. Он отмечал также, что при этом и в людях, захотевших извлечь выгоду из массового интереса к «физическому» медиумизму, недостатка не было.
Крайне спорный феномен братьев Айры и Уильяма Дэвенпортов, получивших скандальную известность в середине 1860-х годов, в конечном итоге сыграл, скорее, на руку скептикам. «Необъяснимые явления», наблюдавшиеся на их сеансах (полёты предметов, высвобождение из пут, музыкальные инструменты, игравшие «сами по себе») слишком напоминали трюки иллюзионистов, чтобы заинтересовать серьёзных исследователей. Несмотря на то, что братья Дэвенпорт ни разу не уличались в жульничестве, их массовые шоу, рассчитанные на дешёвый эффект, производили неприятное впечатление на спиритуалистов, отмечавших «низменный» характер демонстрировавшихся явлений, которые при всём желании не могли быть истолкованы как проявление «высших сил». Гарри Гудини, помимо прочего, утверждал, что Айра Дэвенпорт незадолго до своей кончины признавался ему в том, что феномен его имел «естественную подоплёку», что, впрочем, не могло уже быть ни подтверждено, ни опровергнуто. Столь же сомнительным с точки зрения серьёзных исследователей выглядел феномен братьев Эдди, которых многие уже в середине 1870-х годов считали подражателями Дэвенпортов. Серьёзные основания для скептицизма предоставлял сам по себе «сенсационный» характер демонстрировавшихся ими явлений (например, появление «индейцев» в качестве основных «героев»); отмечалось также, что никто, включая гостившего на ферме у братьев в Вермонте две недели полковника Олкотта, не принимал мер по установлению контроля в целях предотвращения возможностей мистификации со стороны медиумов.
Последовательными разоблачителями лже-медиумизма были парапсихологи Хиуордд Каррингтон, Гарри Прайс и Нандор Фодор. Прайс провёл тщательно исследование феномена Хелен Дункан и выяснил однажды, что «производившаяся» ею «эктоплазма» состоит из яичного белка и марли (которые, судя по всему, предварительно ею заглатывались и затем постепенно отрыгивались), чем нанёс решающий урон репутации медиума. Фодор разоблачил популярных в 1930-х годах медиумов Лайоша Папа и Хильду Льюис.

#### Иллюзионисты-разоблачители
В начале XX века сформировался и лагерь «профессиональных скептиков», основная цель которого состояла в том, чтобы доказать: любая форма медиумизма является мошенничеством. Одним из первых практических борцов с жульничеством в медиумизме был Джон Н. Маскелайн (англ. John Nevil Maskelyne): в 1905 году вместе с коллегой-иллюзионистом Дэвидом Девантом (англ. David Devant) он организовал популярное шоу в Холле Св. Джорджа (Лэнгем-плейс, Лондон), где исключительно с использованием трюков успешно демонстрировались все спиритические феномены. В 1906 году, однако, Маскелайн оказался вовлечён в скандал: сочувствовавший спиритуализму религиозный деятель Томас Колли по поводу «разоблачения» феномена медиума Ф. У. Монка подал на Маскелайна в суд и, к удивлению многих, выиграл дело.
Параллельно с Маскелайном на поприще разоблачения жульнического медиумизма проявил себя и знаменитый иллюзионист Гарри Гудини. О своих достижениях он подробно рассказал в книге «Маг среди духов» (англ.  A Magician Among the Spirits, 1924), после чего вошёл в состав комиссии, организованной журналом Scientific American для исследования феномена Мины «Марджери» Крэндон. Однако, Гудини, вознамерившийся «похоронить» феномен Марджери, неожиданно сам был обвинён в подлоге. Коллеги по комиссии утверждали, что уличили его в попытке подтасовки фактов и использовании трюков для доказательства собственной правоты. Скандалы, связанные с Гудини-разоблачителем, продолжались и после его смерти: они были связаны со знаменитым обещанием иллюзиониста — в том случае, если возможность сообщения с духами умерших существует — дать знать о себе жене Бесс посредством специального «кода», смысл которого знали только она и он (англ. Houdini Code), причём заранее пообещал награду в 10 тысяч долларов медиуму, который передаст это закодированное сообщение. Через три года после смерти Гудини медиум Артур Форд передал Бесс Гудини «потустороннее» сообщение, состоявшее из двух слов («Rosabelle believe»), и вдова под присягой подтвердила его подлинность.
Дело Маскелайна и Гудини продолжил профессиональный иллюзионист Джеймс Рэнди, основавший «Комитет по научным исследованиям феноменов, которые выдаются за паранормальные» (англ. Committee for the Scientific Investigation of Claims of the Paranormal); впрочем, к этому времени феномен физического медиумизма сошёл на нет, так что главными мишенями его разоблачений стали Ури Геллер и христианские «целители».

#### «Словарь скептика» и «Энциклопедия мистификаций»
Аргументация скептиков-профессионалов была систематизирована американским автором Робертом Тоддом Кэрроллом в «Словаре скептика» (англ. Sceptic’s Dictionary), который был издан книгой (и опубликован на сайте www.skepdic.com). Согласно этому словарю, в частности, эктоплазма «на фотографиях… выглядит как нечто, что можно было бы купить в магазине тканей или на Amazon». Предположение Гарри Прайса (разоблачившего, в частности, Хелен Дункан) о том, что некоторые медиумы заранее заглатывают материю, чтобы отрыгивать её во время сеансов, было распространено автором словаря на всех медиумов всех времён. Мэри Роч, переквалифицировавшаяся из лже-медиума в разоблачительницу, на страницах «Словаря скептика» предложила и собственный «рецепт»: «Посадите рядом с собой мужа на сеансе, удостоверившись в том, что он набил материей рубашку или штаны, а потом, когда выключат свет, под столом пусть он передаст вам всё, что принёс». Исследователь Уильям Джексон Кроуфорд (со ссылкой на Гудини) был объявлен Кэроллом «ненормальным»; его описания происходившего на сеансах медиумов Голлигер и Кройдон были высмеяны как «наивные». Другой исследователь, Джеймс Малкольм Бёрд (представитель журнала Scientific American и автор книги «Margery the Medium»), характеризовался профессиональными скептиками (вновь со ссылкой на Гудини) как «суперлжец» и «легковерный простак… неспособный разгадать простейшие примеры гостиничных фокусов».
Сходные оценки феномену материализации даёт «Энциклопедия мистификаций и жульничества в оккультизме» (англ. An Encyclopedia of Claims, Frauds, and Hoaxes of the Occult and Supernatural), созданная бывшим магом-иллюзионистом Джеймсом Рэнди в содружестве с Жилем-Морисом де Шривером (англ. Gilles-Maurice de Schryver). Так, об эктоплазме здесь замечается, что она «…может принимать форму руки или лица, но на фотографиях обычно напоминает кусок грубоватой сеточки, вроде марли. Сходство очень убедительное». По мнению Рэнди, авторы книг о раннем спиритуализме «в сущности открыли истинную природу эктоплазмы, но просто сами не смогли этого осознать». Цитируя описание Гюставом Желе эпизода в ходе сеанса с Евой К., когда «светящаяся рука приблизилась к нему и погладила его…», а «капля светящегося вещества упала ему на рукав, где продолжала светиться около двадцати минут», автор энциклопедии замечает: «Именно такого поведения и можно ожидать от марли, покрытой фосфоресцентной краской».
О загадочном эктоплазмическом «шнуре», который, если верить наблюдателям на сеансах, всегда ведет от материализованной фигуры к медиуму, «Энциклопедия» иронически замечает: «Если позволительно было бы предположить, что медиумы действительно способны на обман, то для обманщика было бы более чем благоразумно привязать к себе люминесцентную марлю с помощью шнура, так, чтобы та не оказалась вдруг вне досягаемости или не осталась случайно, когда в комнате включался свет». В свете этого наблюдения сообщение о сеансе Марджери Кройдон в Бостоне, где «эктоплазма была сфотографирована… И на нескольких фотографиях видна как своего рода плацента, связанная с телом медиума шнуром, который в свою очередь напоминает пуповину…», — «Энциклопедия» называет «в высшей степени наивным».
Как отмечает Дж. Рэнди, на фотоснимках, «которые иллюстрируют <сообщения об> эктоплазме в книжках для доверчивых», видно, что «обычный моток шерсти прикрёплен к подбородку медиума. Но для спиритуалистов это — эктоплазма, или эфирное тело в процессе формирования». Нечто, напоминающее фотографию газетной вырезки на куске белой простыни, кнопкой прикреплённой к стене над головой медиума, выдаётся при этом за «спиритоидную форму, облачённую в белую эктоплазмическую ауру».
Вскрывая истинную (с его точки зрения) природу аппортов, Дж. Рэнди ссылается на Ламара Кина, «раскаявшегося» медиума-шарлатана из штата Флорида, который писал: «Я просто покупал дешёвые безделушки в местных магазинах… Никакой ловкости рук не требовалось: достаточно было лишь подбросить всё это в воздух, когда выключали свет, и присутствующие начинали ползать на четвереньках и собирать <аппорты>. Все были счастливы!»

#### Лже-медиумизм: позиция парапсихологов
Исследователи-парапсихологи, не отрицая многочисленных случаев подлога и обмана, связанных с физическим медиумизмом, считали, тем не менее, что было бы неблагоразумно отмахнуться от всего феномена «физического» медиумизма как от одной гигантской мошеннической кампании. «Не думаю, что существовал хотя бы один медиум, которому удавалось бы в течение двух лет сознательно дурачить публику и остаться непойманным», — говорил Рише. Н. Фодор писал в «Энциклопедии психической науки»: 
На братьев Дэвенпорт в США накладывали деревянные «рукава» и «брюки». <Медиум> Полити предстала перед обществом психических исследований в Милане в шерстяном мешке. Мадам д’Эсперанс, мисс Вуд и мисс Фэрлэмб опутывали рыболовными сетями, чтобы удостовериться в том, что они сами под видом «духов» не разгуливают по комнатам. Мисс Флоренс Кук включали в электрическую цепь, Бэйли в Австралии сажали в металлическую клетку, обтянутую марлей против комаров, Эвсапию Палладино профессор Морцелли привязывал к кушетке толстым, широким бинтом, каким в сумасшедших домах связывают маньяков. Руди Шнайдер находился под тройным контролем в Национальной лаборатории психических исследований. Пройденный путь — от времён, когда медиума удерживали за руки (метод, между прочим, один из наиболее эффективных), до электрических индикаторов и инфракрасных камер современных исследовательских лабораторий (вроде той что была создана при Institut Metapsychique) — это долгий путь эволюции, который привёл к точке, где возможность мошенничества практически сведена к нулю. Можно со спокойной совестью предположить, что способность смошенничать при таких условиях явилась бы чудом бо́льшим, нежели само по себе истинное явление.
Более того, как отмечали многие исследователи, в само́й уже истории разоблачений лже-медиумизма было немало неоднозначных и необъяснимых явлений. Так, нередко за обвинениями в жульничестве скрывалось нежелание скептиков вникнуть в суть явления. У. Мамлер (англ. William Mumler), первый медиум, с именем которого связаны сенсационные сообщениях о «спиритической фотографии», был обвинён в подлоге, когда на его фотопластинке проявился «двойник» живущего человека, а не умершего, как ожидалось. Впоследствии было доказано, что сам по себе этот факт доказать жульничество никак не может. Демонстрация Эвсапией Палладино «третьей руки» некоторое время трактовалась скептиками как разновидность иллюзионизма. Позже, однако, независимые исследователи пришли к выводу, что имеют дело с необъяснимым, но реальным феноменом.

#### Феномен бессознательного жульничества

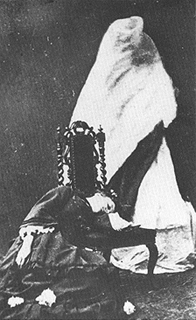
Над телом Флоренс Кук возвышается нечто, являющееся (если верить У. Круксу, автору снимка) фантомом «Кэти Кинг» в начальной стадии формирования.

В некоторых случаях доказанного мошенничества исследователи феномена также обнаруживали странности, позволявшие предположить со стороны медиума компульсивные, бессознательные действия, за которыми могли скрываться либо попытки реализовать некие подавленные инстинкты, либо воздействие сторонних импульсов. В частности, Ломброзо, наблюдавший Э. Палладино, предполагал, что медиум в трансе может находиться под контролем коллективного подсознания присутствующих и таким образом неосознанно исполнять их желания. «Если проверяющие охвачены стремлением выявить жульничество, медиум, находящийся в трансе, подхватывает эту идею и начинает действовать соответственно», — такими словами ту же мысль формулировал Н. Охоровиц. «Когда медиум мошенничает, ответственность за это несут наблюдатели», — утверждал Г. Желе.
Х. Каррингтон рекомендовал исследователям: если медиум на сеансе начинает неосознанно прибегать к трюкам, «ничего не говорите, но дайте понять медиуму своим поведением, что не удовлетворены результатами. Тогда <медиум> поймет, что <её> попытки бесплодны, успокоится, войдет в транс и продемонстрирует истинный феномен». «Можно с уверенностью утверждать, что все профессиональные медиумы склонны к обману, но при этом столь же очевидно, что многие из них обладают несомненной психической силой и прибегают к обману далеко не всегда», — писал К. Фламмарион в книге «Загадочные силы психики» (англ. Mysterious Psychic Forces). То же утверждали исследователи феномена Э. Палладино, которая так физически страдала во время своих сеансов, что при каждом удобном случае пыталась бессознательно пойти по пути наименьшего сопротивления и продемонстрировать ожидавшийся эффект обманными методами.
Профессор Хайслоп рассказывал, что не раз, демонстрируя медиумам фотоснимки, убедительно доказывавшие факт мошенничества с их стороны, видел на лицах самое искреннее изумление. Некоторые медиумы признавались, что в ходе сеансов испытывают неодолимое желание дурачить публику: об этом рассказывала, в частности Лора И. Финч, впоследствии — главный редактор журнала Annals of Psychic Science. Исландский профессор Харальдур Нилссон в июльском номере Psychic Science 1925 года подробно описал случай бессознательного, автоматического мошенничества медиума, который утверждал, что действовал, руководствуясь волей контролировавшего его «духа». Поскольку в ряде случаев исследователи наблюдали предварительную подготовку трюков, появились предположения о том, что некоторые медиумы находятся на грани шизофрении и страдают раздвоением личности. Фрэнк Подмор, используя термин «постгипнотическое обещание» (англ. post hypnotic promise), описывал случаи, когда медиум в трансе объявлял, что на следующем сеансе произведёт цветочный аппорт, а позже наяву шёл на рынок, покупал цветы и прятал их в комнате, причём вёл себя так, словно не отдавал себе отчёта в происходящем.
Многие исследователи феномена сходилось на том, что обвинения в жульничестве — при всём обилии действительно имевших место разоблачений — не могут распространяться на всех медиумов. В подтверждение тому Нандор Фодор приводил высказывание венгерского философа барона Элленбаха (англ. Lazar De Baczolay Hellenbach): «Существование париков не доказывает отсутствие голов с настоящими волосами, а наличие вставных зубов — не доказывает тот факт, что в природе не существует зубов натуральных», а проводя параллель c официальной наукой, статью «Лже-медиумизм» в «Энциклопедии оккультизма и парапсихологии» завершил высказыванием Томаса Эдисона: «В современной науке жульничества больше, чем где бы то ни было. Добрая половина утверждений, именующих себя „научной истиной“, основываются либо на неопределённостях, либо на прямой подтасовке фактов».